# 이가경
이가경(1987년 ~)은 대한민국의 배우이다.

## 학력
- 동덕여자대학교 방송연예학과 학사

## 출연 작품

### 영화
배우
- 《소년들》 (2023년) - 선미 역
- 《정이》 (2023년) - 연구원 2 역
- 《그 겨울, 나는》 (2022년) - 은행원 역
- 《공기살인》 (2022년) - 피해자 6 역
- 《태어나길 잘했어》 (2022년)
- 《특송》 (2022년) - 도박사이트 여직원 역
- 《식물카페, 온정》 (2021년) - 시내 역
- 《천사는 바이러스》 (2021년) - 주민센터직원 역
- 《내가 죽던 날》 (2020년) - 예식장 직원 1 역
- 《오케이! 마담》 (2020년) - 승무원 5 역
- 《해치지않아》 (2020년) - 일반 관람객 4 역
- 《우리는 불스다》 (2019년) - 한정판 여인 역
- 《무기들의 시간》 (2019년) - 은미 역
- 《아내를 죽였다》 (2019년) - 노래방 도우미 2 역
- 《블랙머니》 (2019년) - 강기춘 비서 역
- 《마왕의 딸 이리샤》 (2019년) - 순미, 꽃요정, 환자 목소리 역
- 《돈》 (2019년) - 박창구 여비서 역
- 《기묘한 가족》 (2019년) - 세단녀 역
- 《뺑반》 (2019년) - 상황실 경찰 3 역
- 《리메인》 (2018년) - 지민 역
- 《다섯 번째 계절》 (2018년) - 은하 역
- 《연희동》 (2018년) - 이갑경 2 역
- 《인랑》 (2018년) - 아지트 섹트 역
- 《호르몬의 역사》 (2017년) - 가경 선생님 역
- 《주성치와 함께라면》 (2017년) - 보호관찰소 선생님 역
- 《심장박동조작극》 (2017년) - 주리 역
- 《모범생》 (2017년) - 국변 역
- 《포크레인》 (2017년) - 노래방 여자 1 역
- 《대립군》 (2017년) - 기생 역
- 《더 킹》 (2017년) - 펜트하우스걸 5 역
- 《탈》 (2016년)
- 《마지막 고해》 (2016년) - 한서연 역
- 《아수라》 (2016년) - 외사계 여경 역
- 《프로필 도둑》 (2015년) - 상미 역
- 《무직비디오》 (2015년)
- 《목격자 (부제 : 그날의 기억)》 (2015년) - 지현 역
- 《연애, 그 후》 (2015년) - 지현 역
- 《조선마술사》 (2015년) - 엉덩이맞는 무희 역
- 《강남 1970》 (2015년) - 성희 룸사롱 아가씨들 역
- 《캐치미》 (2013년) - 전원주택 며느리 역

감독
- 《여름에 내린 눈》 (2019년)

### 드라마
- 《레이스》 (2023년, Disney+) - 김정희 역
- 《써치》 (2020년, OCN) - 리경희 역
- 《본 대로 말하라》 (2020년, OCN) - 이지선 역
- 《견원지간 로맨스》 (2018년, 웹드라마) - 효진 역
- 《당신의 하우스헬퍼》 (2018년, JTBC) - 여손님 1 역
- 《착한마녀전》 (2018년, SBS)
- 《부잣집 아들》 (2018년, MBC)
- 《너의 등짝에 스매싱》 (2017년, TV조선) - 전자제품매장 직원 역
- 《듀얼》 (2017년, OCN)
- 《추리의 여왕》 (2017년, KBS2)
- 《마녀보감》 (2016년, JTBC)
- 《KBS 드라마 스페셜 - 곡비》 (2014년, KBS2)

## 수상
- 2016년 제6회 충무로단편영화제 청년, 대학생부문 여자연기상